# Лямбда Тельца
Ля́мбда Тельца́ (лат. Lambda Tauri, сокр. λ Tau) — тройная звёздная система в созвездии Тельца с видимой звёздной величиной 3,41m, находится на расстоянии около 370 световых лет от Солнца. Принадлежит к классу затменных двойных звёзд типа Алголя. В затменных двойных системах орбиты обеих звёзд находятся практически в плоскости наблюдения, так что одна звезда сначала затмевает вторую, а затем вторая звезда заслоняет первую. Каждые 3,952955 дня (3 дня 22 часа 52 минуты) Лямбда Тельца испытывает падение яркости более чем на половину звёздной величины. Всё затмение, включая частичные фазы, длится 1,1 дня. При сравнении блеска λ Tau с ближайшими звёздами падение блеска заметно даже невооруженным глазом. В период между первичными затмениями проходит вторичное затмение (яркая звезда закрывает более тусклую), которое по амплитуде падения блеска в три раза слабее первичного.
Затмения позволяют раскрыть структуру системы на основе анализа изменений яркости и изменений скорости вращения звёзд. Система состоит из тесной пары звёзд, яркой бело-голубой звезды главной последовательности спектрального класса B3V и белого субгиганта спектрального класса A4IV. Они находятся на расстоянии 0,1 астрономической единицы (21,9 солнечного радиуса) друг от друга, что составляет 27 % расстояния от Меркурия до Солнца. Как и у Алголя, затмения являются частными, каждая звезда закрывает только часть другой во время каждого оборота друг вокруг друга. Первичное затмение происходит, когда меньшая (5,5 радиуса Солнца) и более тусклая (в 95 раз ярче, чем Солнце) звезда спектрального класса A проходит перед большей (6,6 радиуса Солнца) намного более яркой (4000 солнечных светимостей) звездой спектрального класса B, которая излучает более всего в ультрафиолете, в результате чего первичные визуальные затмения только в 3 раза больше вторичных.
Две звезды так близки, что яркость несколько изменяется, даже если не происходит затмений. Взаимные приливные силы искажают форму звёзд, и так как они движутся по орбите, то они поворачиваются к наблюдателю, то более широкой, то более узкой стороной. Более всего это заметно, когда гораздо более яркая B-звезда проходит перед более слабой звездой и некоторая часть света B-звезды «отражается» от поверхности компаньона. Таким образом, Лямбда Тельца становится наиболее яркой непосредственно перед и сразу после вторичного затмения.
Существуют некоторые свидетельства существования газовых потоков и обмена веществом между двумя звёздами. Существует также ряд доказательств, что эти две звезды, с массой в 6,8 и 1,8 раза больше солнечной, сопровождаются третьей звездой, гораздо более лёгкой (1 масса Солнца), которая обращается по своей орбите за 33 дня на расстоянии 0,4 а.е. Рекорд, установленный в 1956 году при изучении системы Лямбда Тельца, был побит при открытии системы TIC 290061484 в созвездии Лебедя, в которой орбитальный период внешней звезды составляет всего 24,5 дня, а двух центральных — 1,8 дня.
Больше о системе Лямбда Тельца ничего не известно, да и эти данные крайне не определённы. Возраст системы оценивается в 100 миллионов лет.